# Bahnhof Zeppelinheim
Der Bahnhof Zeppelinheim ist der Bahnhof im Neu-Isenburger Stadtteil Zeppelinheim. Er liegt städtebaulich in Randlage und grenzt an den Flughafen Frankfurt Main. Die beiden Bahnsteige mit einer Länge von je 200 m liegen in Insellage zwischen der Verbindungskurve nach Frankfurt am Main Flughafen Fernbahnhof und sind über eine Unterführung zu erreichen. Am Zugang von der Zeppelinheimer Seite weist eine Anzeigetafel auf die Ankunft und Abfahrzeiten von Bus und Bahn hin. Die ehemalige Laderampe bzw. der Industrieanschluss im Nordteil des Bahnhofs ist heute stillgelegt. Diese wurde über das ehemals östlich der durchgehenden Hauptgleise liegende dritte Überholgleis erreicht. Das ehemalige Bahnhofsgebäude und der Bahnübergang wurden mit dem Bau der Verbindungskurve der Riedbahn zum Fernbahnhof Flughafen beseitigt.

## Geschichte
Der Bahnhof wurde am 1. Oktober 1901 als Haltepunkt Mitteldick in Höhe der gleichnamigen Waldgaststätte eröffnet und diente zunächst der Erschließung der großen zusammenhängenden Waldgemarkung Mitteldick als Naherholungsgebiet für die Bewohner Frankfurts.
Dieser Wald wurde aber auch zunehmend als Wirtschaftsfaktor genutzt. Im weiter aufstrebenden Bergbau wurde Grubenholz benötigt. Um das Holz aus diesem Waldgebiet holen und abtransportieren zu können, entschloss sich die Forstverwaltung, die etwa 17 Kilometer lange Großherzoglich Hessische Waldbahn nach Klaraberg am Main, westlich von Kelsterbach, zu bauen. Dort wurde das Holz auf Schiffe verladen und mainabwärts transportiert. Kreuzungspunkt war der Bahnhof Mitteldick.
1915 erhielt der Bahnhof zwei zusätzliche Überholungsgleise.
1943 hieß der Bahnhof Lufthafen Rhein-Main. Westlich des Bahnhofs entstand der Flughafen Frankfurt für Luftschiffe. Es war der Start- und Landepunkt für Zeppeline aus aller Welt und Vorgänger des Flughafens Frankfurt.
Der Kiosk am Haltepunkt Mitteldick änderte bald seinen Namen in „Weltflughafen Mitteldick“.
Später erhielt der Bahnhof seinen derzeitigen Namen nach der seit 1935 in der Nähe gebauten Siedlung Zeppelinheim. Ungefähr 1981 wurde das historische Empfangsgebäude auf der Ostseite der Trasse abgerissen. Das Gebäude auf der Westseite, das einen Restaurationsbetrieb beherbergte, wurde 1995 abgerissen.
Mitte der 1980er Jahre war geplant, die zulässige Geschwindigkeit auf der Riedbahn im Bereich des Bahnhofs von 160 km/h auf 200 km/h anzuheben. Dies wurde nicht realisiert.

### Generalsanierung 2024
Der Bahnhof wurde zwischen 1982 und 2024 aus einem Relaisstellwerk im Bahnhof Walldorf (Hessen) ferngesteuert. Dieses Stellwerk wurde im Zuge der „Genersalsanierung“ 2024 durch ein Elektronisches Stellwerk ersetzt, das auch den Bahnhof Zeppelinheim mit steuert. 2016 war hingegen noch keine Erneuerung der Leit- und Sicherungstechnik des Bahnhofs geplant gewesen.
Im Zuge der Generalsanierung wurden u. a. die H/V-Signale im Bahnhof durch neue Ks-Signale (teils in veränderter Lage) ersetzt sowie zusätzliche Vorsignalwiederholer ergänzt. Auf der Verbindungskurve zum Flughafen-Fernbahnhof wurden die bisherigen Vr-Vorsignale von Zeppelinheim durch Ks-Mehrabschnittssignale (als Einfahrsignale) ersetzt und somit der Bahnhof formal ausgedehnt und somit auch eine Blockverdichtung in Richtung Mannheim vorgenommen (nicht jedoch in der Gegenrichtung).
Ein Teil des Bahnhofs wurde mit Eurobalisen und ETCS-Halttafeln für ETCS Level 2 ausgerüstet, das im 2. Quartal 2025 in Betrieb genommen werden soll. Die ersten bzw. letzten ETCS-Halttafeln hängen an den südlichen Ein- bzw. Ausfahrsignalen des Bahnhofs. Eine Blockverdichtung für mit ETCS geführte Züge (mittels Blockkennzeichen) kann daher ebenso wenig erfolgen wie eine Geschwindigkeitserhöhung auf den geraden Gleisen der Riedbahn. Mangels rechtzeitiger ETCS-Führung können vor den großen Weichen im Südkopf auch keine kurzen Durchrutschwege  genutzt werden, wodurch beispielsweise die Einfahrt von Frankfurt in das Gleis 2 teils mit nur 60 km/h (ab dem vorigen Zwischensignal) erfolgt, da für größere Geschwindigkeiten der Durchrutschweg für signalgeführte Züge bis in den Bereich der nachfolgenden Weiche hineinreichen würde.
Im Übrigen wurde ein Nebengleis (ein ehemaliges Ladegleis) im nordöstlichen Bereichs des Bahnhofs reaktiviert und umgebaut. In diesem Bereich war auch eine der Baustelleneinrichtungsflächen für die Sanierung. Geschwindigkeitserhöhungen im Bahnhof sind nicht erfolgt.

## Verkehrsanbindung

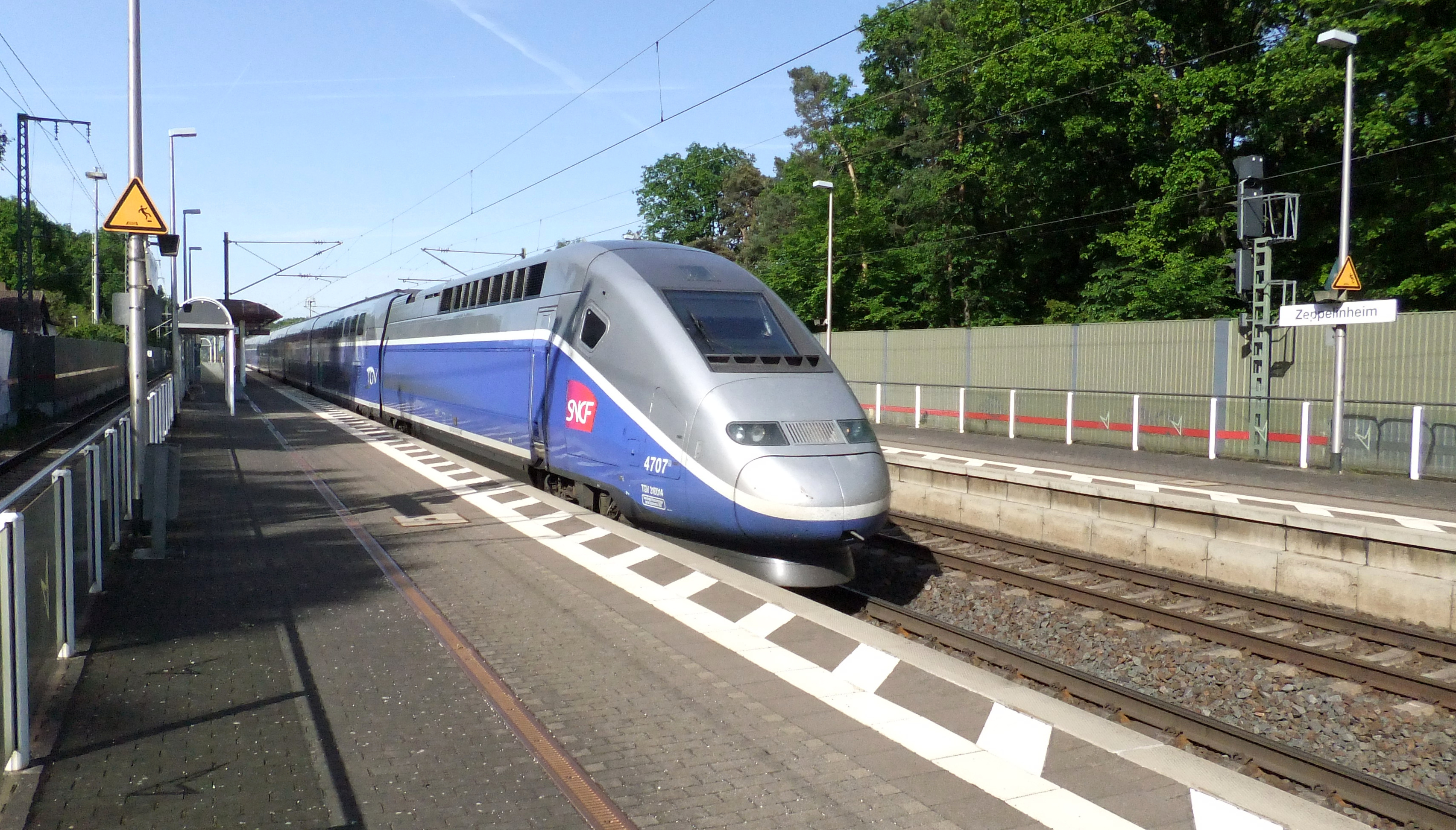
TGV Duplex durchfährt den Bahnhof Zeppelinheim

Der Bahnhof wird von der S-Bahn Rhein-Main mit der Linie S7 und im Regionalverkehr von einzelnen Zügen der Linie RE 70 bedient. Die Deutsche Bahn setzt hier Triebzüge der Baureihe 430, Baureihe 425, und Bombardier-Twindexx-Doppelstockzüge ein. Der Bahnhof wird rund um die Uhr angefahren. Ab 22:52 bis 4:22 Uhr mindestens stündlich, wobei nachts mindestens zwei Fahrten mit der RE 70 bedient werden. Das gilt an Wochentagen wie am Wochenende. Der Grund sind Fahrgäste mit Ziel Flughafen und Cargo City Süd, die von hier aus kurze Wege zu ihrem Arbeitsplatz haben.
| Linie | Verlauf | Takt                                                         | Betreiber      |
| ----- | --- | ------------------------------------------------------------ | -------------- |
| S7    | Riedstadt-Goddelau – Riedstadt-Wolfskehlen – Groß Gerau-Dornheim – Groß Gerau-Dornberg – Mörfelden – Walldorf (Hess) – Zeppelinheim – Frankfurt am Main Stadion – Frankfurt-Niederrad – Frankfurt (Main) Hbf | 21/39 min (Riedstadt–Frankfurt) 30 min (Frankfurt–Riedstadt) | DB Regio Mitte |
| RE 70 | Main-Neckar-Ried-Express: Frankfurt (Main) Hbf – Frankfurt-Niederrad – Frankfurt am Main Stadion – Zeppelinheim – Walldorf (Hessen) – Mörfelden – Groß Gerau-Dornberg – Groß Gerau-Dornheim – Riedstadt-Wolfskehlen – Riedstadt-Goddelau – Stockstadt (Rhein) – Biebesheim – Gernsheim – Groß-Rohrheim – Biblis – Bobstadt – Bürstadt – Lampertheim – Mannheim-Waldhof – Mannheim-Luzenberg – Mannheim-Neckarstadt – Mannheim-Handelshafen – Mannheim Hbf Stand: Fahrplanwechsel Dezember 2021 | einzelne Züge                                                | DB Regio Mitte |

Der Bahnhof Zeppelinheim wird von den Buslinien OF-52 und OF-54 bedient, die von den Stadtwerken Neu-Isenburg betrieben werden. Sie stellt eine Verbindung über das Gewerbegebiet Gehspitz zum Bahnhof Neu-Isenburg mit Halten der S3 und S4 her. Die Regionalbuslinie OF-64 fährt an Schultagen Richtung Dreieich und zum Frankfurter Flughafen.

## Zukunft
Am Südende des Bahnhofs wird zukünftig die geplante Neubaustrecke Rhein/Main–Rhein/Neckar beginnen. Etwa einen Kilometer südwestlich des Bahnhofs Zeppelinheim entsteht das Terminal 3 des Flughafens Frankfurt. Im Zuge des neuen Verkehrskonzepts Frankfurt RheinMain plus wurden drei Varianten erwogen, dieses Terminal mit der Bahn zu erschließen. Zwei davon sahen vor, dass der Bahnhof Zeppelinheim als Haltestelle genutzt wird und die Verbindung zum Flughafen über einen Bus bzw. eine Verlängerung der SkyLine-Hochbahn hergestellt wird. Der dritte Vorschlag sah eine S-Bahn-Schleife vor, die südlich des Bahnhofs von der Riedbahn abzweigt und einen Bahnhof direkt unter dem Terminal hat. Letztere Variante erzielte das beste Nutzen-Kosten-Verhältnis.
Im Zuge beider Projekte soll der Südkopf des Bahnhofs grundlegend umgebaut werden: Die Verbindungskurve Zeppelinheim soll dabei gerade in die Neubaustrecke Richtung Mannheim münden, bevor sich diese (bei Streckenkilometer 69,0 der Riedbahn) in südöstlicher Richtung von der Bestandsstrecke löst. Die heutigen beiden Gleisverbindungen zwischen den durchgehenden Hauptgleisen der Riedbahn werden verschoben, weitere Gleisverbindungen entstehen neu. In Verbindung mit der zweigleisigen, niveaugleichen Anbindung des Terminals 3 wird der Südkopf von heute teils zwei auf bis zu sechs Gleise aufgeweitet.
Im Zuge der 3. Baustufe des Umbaus des Knotens Frankfurt Stadion soll auch der Nordkopf des Bahnhofs umfassend umgebaut und auf fünf Gleise ausgebaut werden. Die im Südkopf des Bahnhofs vorgesehenen Überleitungen zwischen der Riedbahn und der Neubaustrecke sollen für 160 km/h ausgelegt werden, die Gleise der Neubaustrecke für 250 km/h. Südlich dieser Überleitverbindungen soll die Feste Fahrbahn der Strecke beginnen.